# Línea del Támega
La Línea del Támega, originalmente denominada Caminho de Ferro do Vale do Tâmega o Línea del Valle del Támega, es un ferrocarril de vía estrecha (1000 mm) en el norte de Portugal, que une la estación de Livração (en la Línea del Duero) a la estación de Arco de Baúlhe, en una extensión total de 51,733 kilómetros; fue inaugurada, en su totalidad, el 15 de enero de 1949, siendo completamente cerrada en 2008, por motivos de obras de mejora en el tramo entre Livração y Amarante.

## Historia

### Antecedentes
El tramo entre Penafiel y Régua de la Línea del Duero, en el cual se encuentra la Estación de Livração, entró en servicio el 15 de julio de 1879.

### Planificación
A lo largo del curso del Río Tâmega en territorio portugués, se desarrolla una región que presentaba, en el Siglo XIX, una elevada población, y una rica producción agrícola, minera y forestal; además de esto, el río en si proveía un camino natural de la localidad fronteriza de Chaves hasta el Duero, permitiendo la conexión a la ciudad de Oporto. Así, se comenzó muy pronto a planear la construcción de un ferrocarril, para facilitar los transportes en aquella región, y, así, potenciar su producción; en 1877, la Asociación de los Ingenieros Civiles publicó un plan, pedido por la Compañía del Camino de Hierro de Porto a Póvoa y Famalicão, para prolongar su línea de Póvoa hasta Chaves, pasando por Guimarães, Fafe y Cavez. Dos años después, una propuesta de ley del Ministro Lourenço de Carvalho preconizaba la construcción de ferrocarriles entre Famalicão a Régua vía Chaves, con un ramal de la Línea del Duero hasta Cavez, pasando por Amarante.
Todas las líneas transmontañas de vía estrecha, fueron estudiadas en 1886, por orden de Emídio Navarro como parte de la red al Norte del Mondego; una de las conexiones proyectadas unía Viseu a Chaves, siguiendo el curso del Río Tâmega a partir del Duero. Al año siguiente, volvieron a ser estudiadas, pero para la utilización de vía ancha. El tramo de Chaves a Vidago de esta línea iba a ser común con la Línea de Regoa a Chaves, que permitiría unir la capital de distrito, Villa Real, a la villa flaviense y a la Línea del Duero. Un recurso administrativo de 1898 reconoció oficialmente la existencia de estas empresas, y estableció una comisión técnica para presentar las varias propuestas para las líneas; por un decreto del 6 de octubre del mismo año Elvino de Brito formó otra comisión para elaborar un plan técnico para los ferrocarriles complementarios al Norte del Río Mondego y al Sur del Río Tajo, y que fuesen estudiadas las líneas que no poseyesen ya un proyecto. Esta comisión incluyó, en el Plan de la Red, una línea de Livração, en la Línea del Duero, a Chaves.
De esta forma, las líneas tranmontanas fueron insertadas, como vía métrica, en el Plan Oficial de la Red al Norte del Mondego, publicado  el 15 de  febrero de 1900.; entre las varias conexiones clasificadas, estaban los tramos de Guimarães a la frontera, pasando por Cavez y Chaves, y de Amarante a Livração. Cuando el Conde de Paçô Vieira tomó posesión de la plaza de Obras Públicas, a principios de 1903, procuró impulsar la construcción de ferrocarriles en Portugal, a través de los recursos del Fondo Especial de Ferrocarriles y de la gestión de la Administración de los Ferrocarriles del Estado, ambos fundados por una ley del 14 de julio de 1899; así, ordenó, por una ordenanza del 9 de marzo de 1903, que fuesen realizados los estudios para la Línea del Valle del Tamega; no obstante, en junio, todavía no se había iniciado, motivo por el cual el ministro de Obras Públicas, Conde de Paçô Vieira, fue cuestionado por los consejeros António Cândido, Pereira y Cunha, y Motta Prego, que solicitaron la realización de los estudios y de las obras de construcción. En respuesta a las solicitudes, el ministro ordenó que fuese puesto a disposición de los Ferrocarriles del Estado el personal necesario para los estudios; en una ley del 1 de julio, insertó el tramo de Livração a Cavez entre las líneas ferroviarias prioritarias. Por esa altura, surgió un movimiento para desplazar el punto inicial, de Livração a Caíde, de forma que la línea pasase a servir Lixa, al contrario de Amarante; sin embargo, un reconocimiento que fue realizado demostró que tal trazado sería inviable.
Con la oficialización de estos nuevos proyectos, se hizo necesario expandir una ley publicada el 14 de  julio de 1899, que autorizó al Gobierno a construir diversas líneas; de esta forma, en 1903, el ministro de Obras Públicas presentó una propuesta de ley, que permitiría la financiación y construcción de varios tramos, incluyendo el de Livração a Cavez. La financiación fue, así, garantizado por leyes publicadas el 24 de abril y 1 de julio del mismo año.
Previéndose que esta línea fuese la arteria ferroviaria más importante en la región, una vez que terminase en la Línea del Corgo y se uniese en Cavez a la Línea de Guimarães, unido, así, a la red de vía métrica de Oporto en las líneas tramontanas. Por otro lado, también iba a servir a las Tierras de Basto; de este modo, fueron las administraciones de esta región, junto a la de Amarante, que impulsaron la construcción de la Línea junto al parlamento. No obstante, a pesar de su importancia, continuaba siendo menos prioritaria que la Línea del Corgo, una vez que esta iba a unir Vila Real a la red ferroviaria nacional. De esta forma, y debido a la falta de un proyecto y de los recursos financieros necesarios, su construcción fue atrasada por el ministro de Obras Públicas el 21 de octubre de 1903, aunque hayan sido atribuidos nuevos fondos, para la continuación de los estudios de la Línea.
El trazado original se iniciaba en Livração, pero otra corriente de opinión pretendía que la línea se iniciase en Caíde y pasase por Lixa antes de llegar a Amarante, siendo esta alteración estudiada por orden de una ordenanza del 9 de junio de 1904; llegándose a la conclusión de que el trazado original continuaba siendo más ventajoso, por lo que fue aprobado por otra ordenanza, con fecha del 9 de diciembre del mismo año.
El 13 de febrero de 1905, la Dirección del Miño y Duero de los Ferrocarriles del Estado anunció la realización, el 20 de marzo, de un concurso público para la construcción del Camino de Hierro del Valle del Tamega, dividido en 3 partes.

### Construcción y Explotación

#### Tramo de Livração a Amarante
En marzo de 1905, la división de Miño y Duero de la operadora Ferrocarriles del Estado dio inicio a la construcción de la línea en la Estación de Livração; en agosto, los trabajos estaban en plena actividad, no obstante se encontraron algunas dificultades en los procesos de expropiación.
Fue inaugurada, en su tramo inicial, entre la Estación de Livração y la Estación de Amarante, el 20 de  marzo de 1909., siendo la explotación iniciada al día siguiente. La composición del comboi inaugural estaba constituida por vagones de 1.ª y 3.ª clases, un salón, un furgón y dos vagones de carga, remolcados por una locomotora a vapor Compound 410, habiendo llegado a la estación de Amarante a las 11 horas y 45 minutos. Este tramo, con 12,8 km de longitud, custó cerca de 352:000$000 reales, teniendo 42:000$000 en gastos en las dos estaciones de los extremos, y 92:000$000 en las obras de arte.
| Línea  | 1914 | 1920 | 1922 | 1925 | 1931 | 1932 |
| ------ | ---- | ---- | ---- | ---- | ---- | ---- |
| Corgo  | 1,13 | 2,47 | 2,83 | 4,01 | 1,12 | 1,43 |
| Támega | 1,01 | 1,96 | 2,92 | 4,64 | 2,12 | 1,87 |
| Sabor  | 1,43 | 1,96 | 2,93 | 9,49 | 1,44 | 1,89 |

#### Tramo de Amarante a Chapa
En 1910, el ministro Moreira Júnior intentó reservar, a través de una propuesta de ley, la cantidad de 600:000$000 reales para continuar la línea hasta Cavez, tentativa que fue rechazada por los problemas políticos del momento. Solo después de la gran presión de varias personalidades de la región se avanzó el resto del recorrido, con cerca de 39 kilómetros, hasta Arco de Baúlhe; los trabajos de construcción se retomaron en 1916, avanzando lentamente, siendo inaugurado, el 22 de noviembre de 1926, el tramo entre la Estación de Amarante y el Apeadero de Chapa.

#### Transición a CP y construcción hasta Celorico
El 11 de marzo de 1927, la Compañía de los Caminhos de Ferro Portugueses venció el concurso para el arrendamiento de las líneas de los Ferrocarriles del Estado, incluyendo esta Línea, que fue subaarrendada a la Compañía de los Ferrocarriles del Norte de Portugal  el 27 de enero del año siguiente, para que esta construyese el tramo hasta Celorico de Basto.
La obra fue entregada, por la Compañía del Norte, al subcontratista Barros. En ese momento, las obras de continuación hasta Celorico estaban apenas iniciadas, siendo definitivamente iniciadas en octubre de 1929, habiéndose contado en 1931, con gran actividad, pese a la grave situación financiera que los ferrocarriles estaban enfrentando, debido a la Gran Depresión; en enero del año siguiente, el tramo hasta Celorico de Basto ya estaba terminado, previéndose su inauguración a la mayor brevedad.
No obstante, no fue hasta el 20 de  marzo cuando este tramo fue inaugurado. El transporte de los invitados para la ceremonia fue realizado por un comboi especial, organizado por la Compañía del Norte, y que partió de la Estación de São Bento. Después de una corta parada en la Estación de Paredes, el comboi llegó a Livração a las 11:45; en esta estación se realizó el transbordo a otro comboi especial, que siguió viaje por la Línea. A las 12:20, se realizó una parada en Amarante, donde el comboi fue recibido por la población, y entraron algunos altos funcionarios públicos de la localidad. Después de una parada en Gatão, el comboi llegó a Chapa a las 12:40. En esta estación, el ministro de Comercio cortó la cinta inaugural, y realizó un discurso; cerca de 10 minutos después, el comboi inaugural siguió viaje, parando en el Puente das Carvalhas, en Codeçoso y Lourido, habiendo llegado a Celorico de Basto en las 13:30. En la estación, que tenía sido ornamentada para la cerimónia, se encontraba una multitud, para recibir a comitiva; una banda comenzó a tocar el himno nacional cuando el comboi llegó, y fueron lanzados cohetes. Se realizó un festejo, con dos bandas de música, desde la estación hasta Paços do Concelho, pasando por las calles de la ciudad, que habían sido también decoradas para la ocasión. En el salón noble de la Cámara Municipal, con discursos del presidente de la alcaldía y del Ministro del Comercio. Enseguida, el cortejo se dirigió a la Casa del Prado, donde tuvo lugar la ceremonia del copo de nieve. La ceremonia terminó con el regreso del cortejo a la estación, y de la partida del comboi especial.
Al día siguiente, se iniciaron los servicios en aquel tramo, haciendo transporte de pasajeros y mercancías en los regímenes de gran y pequeña velocidad.

#### Tramo de Celorico a Arco de Baúlhe
A pesar de que la línea había llegado a Celorico, también se encontraba lejos de Arco de Baúlhe, que era un punto de concentración de vías terrestres, pudiendo así servir indirectamente a las localidades de Ribeira de Pena y Cabeceiras de Basto, y la Región de Barroso. El tramo, con 16,6 km de extensión, fue presupuestado, en la sesión del 21 de marzo de 1932 del Consejo Superior de Ferrocarriles, en 9.808.000$00, que serían pagados a lo largo de 4 años. En el tramo de Celorico a Mondim de Basto, se preveía la construcción de un túnel de 100 m, con un valor de 366.000$00, y del Viaducto de Matamá, de 1.800.000$00; estos valores, junto al coste previsible de 460.000$00 por kilómetro, hacían un montante de 4.512.000$00 en este tramo, que serían suministrados a lo largo de 3 años. La estación de Mondim estaría junto al puente, con acceso por ruta, permitiendo conexión a todo el ayuntamiento de Mondim de Basto y a la freguesia de Cerva. Se preveía la llegada a Mondim en la primavera de 1934. y a Arco de Baúlhe en el mismo momento del año 1935.
En las sesiones de mayo de 1933 de la Comisión Administrativa del Fondo Especial de Ferrocarriles, fue autorizada la renovación de vía entre Livração y Vila Caiz, en la entonces Línea del Valle del Tâmega. En marzo de 1934, el Consejo Superior de Ferrocarriles aprobó el proceso del concurso para el tramo de Celorico a Arco de Baúlhe, presupuestado en 6.460.835$38, y que debía estar concluido en 2 años; incluía la construcción de todas las estructuras y obras arquitectónicas, y de rutas para las estaciones de Mondim de Basto y Arco de Baúlhe, y para el Apeadero de Canêdo. El concurso fue realizado por la Dirección General de Ferrocarriles el 14 de abril, habiéndose presentado 16 candidatos, siendo la mayor propuesta la de la Sociedad Constructora de Cemento Armado, Lda.
La línea volvió a la gestión directa de la Compañía de los Ferrocarriles Portugueses en 1947, que inauguró el tramo hasta Arco de Baúlhe el 15 de enero de 1949.
En 1949 fueron introducidas locomotoras a diésel, relegando las antiguas locomotoras de vapor a la circulación en días no laborables.
| Entre las Estaciones               | Extensión  | Inauguración            |
| ---------------------------------- | ---------- | ----------------------- |
| Livração – Amarante                | 012,770 km | 21 de marzo de 1909     |
| Amarante - Chapa                   | 008,430 km | 22 de noviembre de 1926 |
| Chapa - Celorico de Basto          | 013,370 km | 20 de marzo de 1932     |
| Celorico de Basto - Arco de Baúlhe | 017,160 km | 15 de enero de 1949     |

### Declive y cierre

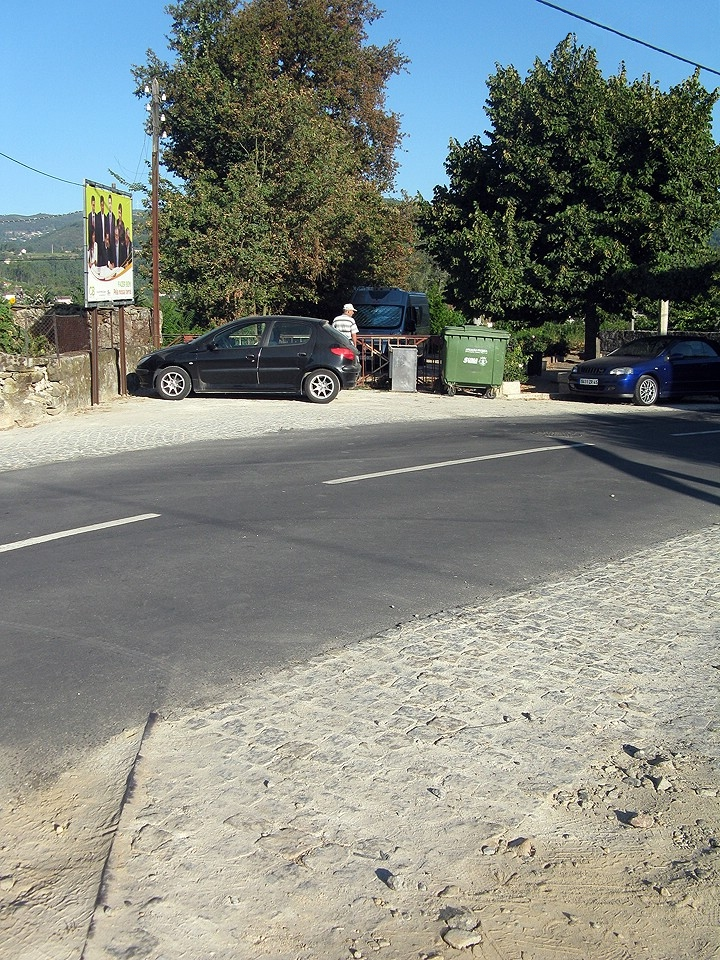
Antiguo paso a nivel con la EN210, cerca de Celorico de Basto.

En 1970, la Compañía de los Caminhos de Ferro Portugueses ya había realizado diversos estudios sobre las conexiones ferroviarias, incluyendo la línea del Támega, cuyo tráfico era muy reducido; estos estudios fueron realizados en el ámbito de un proceso de decisión sobre si la Compañía debía continuar con sus servicios, con subvenciones financieras por parte del estado.
Con la alegación de la reducida demanda, el tramo entre Amarante y Arco de Baúlhe, en una extensión de 38,960 km, fue cerrado al tráfico el 1 de enero de 1990.
En 1995, se encontraban en preparación varias iniciativas para la realización de servicios turísticos regulares en esta línea, en el ámbito de un programa de turismo ferroviario de la operadora Caminhos de Ferro Portugueses, en las redes del Duero y Vouga.
El 25 de marzo de 2009, el tramo que todavía se mantenía en servicio, entre Livração y Amarante, fue cerrado para proceder a obras de remodelación, cuya contrato ya se encontraba atribuido en 2009; previéndose la conclusión de las mismas para 2011.

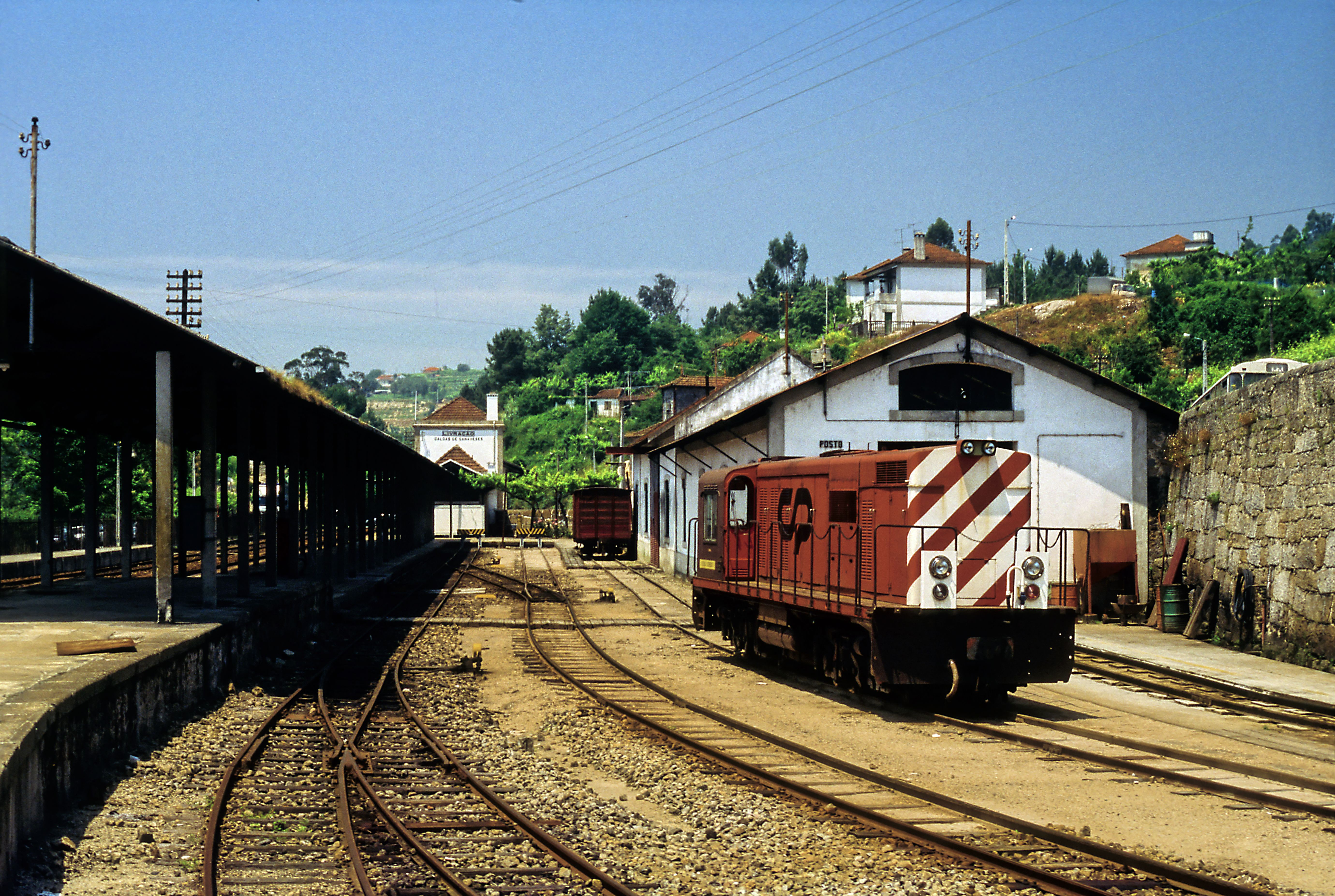
Estación de Livração (en 1996), PK 0 de la línea del Támega.

### Conexión a la Línea de Guimarães y a la Línea del Corgo
Esta línea era parte de un ambicioso plan que preveía la conexión a la Línea de Guimarães en la localidad de Cavez, donde pasaría a haber una línea común hasta la localidad de Curalha, cerca de Chaves, donde enlazaría en la Línea del Corgo hasta Chaves.
No obstante, este proyecto nunca se cumplió. La Línea de Guimarães nunca llegó a pasar de Fafe, siendo el tramo hasta Guimarães reconvertido a vía ancha, y el resto del trayecto cerrado y convertido en el primer carril-bici en lecho ferroviario de Portugal. Por su parte, la línea del Támega nunca llegó a pasar de Arco de Baúlhe.

## Características

### Obras arquitectónicas

#### Puentes
A lo largo de su trazado la línea tiene 8 puentes: Ovaia, São Lázaro, Santa Natália, ribeira de Fiães, Vitureiras, río da Vila, Caniço, Carvalhas y Matama.

#### Túneles
La línea tiene un único túnel: Gatão, con una longitud de 150 m.

### Núcleo Museológico de Arco de Baúlhe
Este museo está situado en el centro de la villa, ocupando las antiguas instalaciones para estacionamiento de material circulante de la estación de Arco de Baúlhe.

### Explotación comercial
La circulación del tramo entre las estaciones de Livração y Amarante fue interrumpida por la Red Ferroviaria Nacional, por motivos de seguridad, el 25 de marzo de 2009.
La CP Regional aseguró conexiones alternativas por autobús hasta el 1 de enero de 2012, siendo el servicio de transporte alternativo suprimido a partir de esa fecha, debido a la suspensión del proceso de reactivación de esta línea.

## Comisión de Defensa de la Línea del Támega
La línea del Támega fue escenario de nacimiento de la primera organización civil de defensa de los derechos de las poblaciones que perdieron el servicio ferroviario. La Comisión de Defensa de la línea del Támega, hace oír su voz de descontento por la situación de alienación del patrimonio ferroviario de la línea del Támega desde el mismo lugar donde los convoyes llegaban a Arco de Baúlhe.